# Mesothen tigrina
Mesothen tigrina är en fjärilsart som beskrevs av Rothschild 1931. Mesothen tigrina ingår i släktet Mesothen och familjen björnspinnare. Inga underarter finns listade i Catalogue of Life.